# Paličník
Paličník (německy Käulige Berg) je vrcholové skalisko nacházející se v severních Čechách v pohoří Jizerské hory. Nadmořská výška hory je 944 metrů. Vrchol je zpřístupněn kamennými schody a vyhlídkovou plošinou zabezpečenou zábradlím. Od dřevěného kříže je rozsáhlý výhled do údolí Smědé, a na nejvýznamnější vrcholy Jizerských hor např. na protější Jizeru, sousední vrchol Tišina a skalnaté vrcholy Frýdlantského cimbuří a Ořešníku.
Někdy je názvem Paličník označován celý Klínový vrch, jehož vrchol (972 m n. m.) se nachází asi tři čtvrtě kilometru východněji (Paličník se nachází na západním výběžku jeho hřebene).

## Přístup
- Vrchol je nejdostupnější z obce Bílý Potok, přesněji z její horní části od restaurace Bártlova bouda. Odtud vede údolím Hájeného potoka žlutě značená cesta.
- Druhou možností je výstup ze Šindelového dolu po zelené značce na rozcestí značených cest Předěl. Odtud po úbočí Klínového vrchu (972 m) na Paličník.

## Horolezectví
Skály na Paličníku a v jeho nejbližším okolí představují významnou horolezeckou oblast, která je pro lezecké aktivity celoročně přístupná a nabízí desítky cest různého stupně obtížnosti.

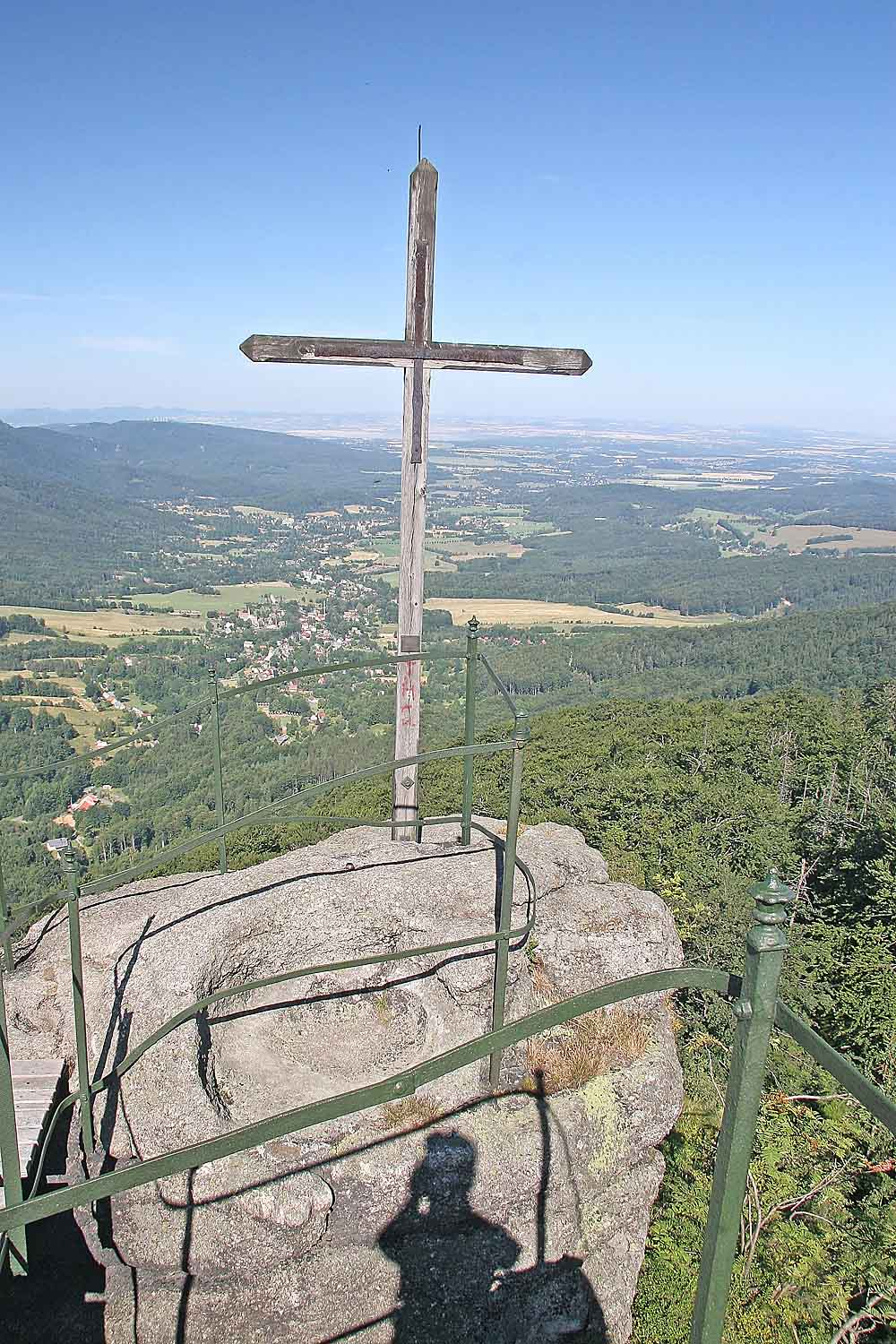
Kříž na vyhlídce Paličník